# Crematogaster stadelmanni
Crematogaster stadelmanni is een mierensoort uit de onderfamilie van de Myrmicinae. De wetenschappelijke naam van de soort is voor het eerst geldig gepubliceerd in 1895 door Mayr.